# Schweizerische Bauschule Aarau AG
Die Schweizerische Bauschule Aarau AG ist eine eidgenössisch und europäisch (EurEta) anerkannte Höhere Fachschule für Technik mit Sitz in Unterentfelden.